# Nika (nagroda)

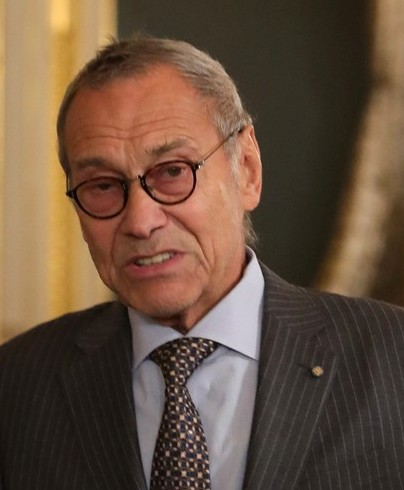
Andriej Konczałowski, 2018

Nika (ros. Ника) – najbardziej prestiżowa rosyjska nagroda filmowa przyznana od 1988 r. przez Rosyjską Akademię Sztuki Filmowej. Wręczenie nagród odbywa się co roku w Moskwie. Statuetka nawiązuje do rzeźby Nike z Samotraki.

## Opis
Nagroda Nika to główna coroczna krajowa nagroda filmowa w Rosji przyznawana przez Rosyjską Akademię Sztuki Filmowej. Została zainicjowana przez dyrektora Związku Filmowców ZSRR Juliego Solomonowicza Gusmana w 1987 r. Pierwsze wręczenie nagrody odbyło się 17 grudnia 1988 r. w Moskwie. Statuetka wzięła swoją nazwę od greckiej bogini zwycięstwa Nike i jest wzorowana na rzeźbie Nike z Samotraki. Jej autorem jest rzeźbiarz Siergiej Mikulski. Obecnie Radzie Akademii przewodzi Andriej Konczałowski.
W 1989 r. nagroda otrzymała oficjalną nazwę – Nika. Początkowo nagrody były przyznawane przez wszystkich członków Związku Filmowców ZSRR. W 1991 r. przekształcił się w Rosyjską Akademię Sztuki Filmowej. W 1993 r. wybrano specjalną akademię, złożoną z ponad 500 przedstawicieli wszystkich specjalności filmowych, która przyznaje nagrodę za wybitne kinowe osiągnięcia w produkcji filmowej, filmów wyprodukowanych w Rosji i we Wspólnocie Niepodległych Państw.
W 2002 r. z inicjatywy Nikity Michałkowa ufundowana została konkurencyjna nagroda Złotego Orła wzorowana na Złotym Globie, która honoruje zarówno rosyjską produkcję filmową, jak i telewizyjną.

## Kategorie

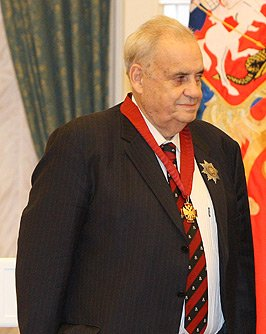
Eldar Riazanow

Liczba kategorii w jakich przyznawana jest nagroda Niki wielokrotnie się zmieniała. Obecnie jest ich 16 m.in. najlepsza fabuła, literatura faktu, filmy animowane; nagrody dla najlepszych reżyserów, scenarzystów, operatorów, aktorów itp. Od momentu ufundowania nagrody corocznie przyznawana jest nagroda honorowa, która od 2016 r. nazwana jest im. Eldara Riazanowa.
Do 1995 roku osobne statuetki były przyznawane za najlepszy film dokumentalny i popularnonaukowy, a od 1996 r. te dwie kategorie zostały połączone w jedną kategorię – dla najlepszego filmu non-fiction. W latach 1994–1995 przyznawano nagrodę dla najlepszego producenta filmowego. W 2002 r. dodano kategorię – odkrycie roku.

## Laureaci
Laureatem największej liczby statuetek Niki jest reżyser Aleksandr Sokurow. Nagrodę otrzymał sześciokrotnie. Kamerzysta Jurij Klimenko i scenarzysta Jurij Arabow pięciokrotnie zostali laureatami, aktorzy Siergiej Garmasz, Nina Rusłanowa i Roman Madjanow – czterokrotnie.
Rekord liczby statuetek zdobytych podczas jednej ceremonii należy do trzech filmów: Cielec Aleksandra Sokurowa w 2002 r., Horda Andrieja Proszkina w 2013 r. i Trudno być bogiem Aleksieja Germana w 2015 r. Podczas ceremonii w 2013 r. film Proszkina ustanowił również rekord liczby nominacji – 11, w 2015 r. Lewiatan Andrieja Zwiagincewa powtórzył to osiągnięcie.

### Najlepszy film
| Rok                                         | Tytuł polski                     | Tytuł oryginalny                                           | Reżyser                             | Uwagi |
| ------------------------------------------- | -------------------------------- | ---------------------------------------------------------- | ----------------------------------- | ----- |
| Na podstawie oficjalnej strony nagrody Nika |                                  |                                                            |                                     |       |
| 1988                                        | Pokuta                           | Покаяние                                                   | Tengiz Abuładze                     | [ 9 ] |
| 1989                                        | Chłodne lato '53                 | Холодное лето пятьдесят третьего…                          | Aleksandr Proszkin                  |       |
| 1990                                        | Aszik Kerib                      | Ашик-Кериб                                                 | Siergiej Paradżanow, Dodo Abaszydze |       |
| 1991                                        | Syndrom asteniczny               | Астенический синдром                                       | Kira Muratowa                       |       |
| 1992                                        | Obiecane niebiosa                | Небеса обетованные                                         | Eldar Riazanow                      |       |
| 1993                                        | Encore, jeszcze raz!             | Анкор, ещё анкор!                                          | Piotr Todorowski                    |       |
| 1994                                        | Przypadki Makarowa               | Макаров                                                    | Władimir Chotinienko                |       |
| 1995                                        | Pasjonaci                        | Увлеченья                                                  | Kira Muratowa                       |       |
| 1996                                        | Osobliwości narodowego polowania | Особенности национальной охоты                             | Aleksandr Rogożkin                  |       |
| 1997                                        | Jeniec Kaukazu                   | Кавказский пленник                                         | Siergiej Bodrow                     |       |
| 1998                                        | Złodziej                         | Вор                                                        | Pawieł Czuchraj                     |       |
| 1999                                        | Dziwadła i ludzie                | Про уродов и людей                                         | Aleksiej Bałabanow                  |       |
| 2000                                        | Chrustaliow, samochód!           | Хрусталёв, машину!                                         | Aleksiej German                     |       |
| 2001                                        | Pamiętnik jego żony              | Дневник его жены                                           | Aleksiej Uczitiel                   |       |
| 2002                                        | Cielec                           | Телец                                                      | Aleksandr Sokurow                   |       |
| 2003                                        | Kukułka                          | Кукушка                                                    | Aleksandr Rogożkin                  |       |
| 2004                                        | Powrót                           | Возвращение                                                | Andriej Zwiagincew                  |       |
| 2005                                        | Nasi                             | Свои                                                       | Dmitrij Mieschijew                  |       |
| 2006                                        | 9 kompania                       | 9 рота                                                     | Fiodor Bondarczuk                   |       |
| 2007                                        | Wyspa                            | Остров                                                     | Pawieł Łungin                       |       |
| 2008                                        | Czyngis-chan                     | Монгол                                                     | Siergiej Bodrow                     |       |
| 2009                                        | Bikiniarze                       | Стиляги                                                    | Walerij Todorowski                  |       |
| 2010                                        | Półtora pokoju                   | Полторы комнаты, или Сентиментальное путешествие на родину | Andriej Chrżanowski                 |       |
| 2011                                        | Na końcu świata                  | Край                                                       | Aleksiej Uczitiel                   |       |
| 2012                                        | Żyła sobie baba                  | Жила-была одна баба                                        | Andriej Smirnow                     |       |
| 2013                                        | Faust                            | Фауст                                                      | Aleksandr Sokurow                   |       |
| 2014                                        | Geograf przepił globus           | Географ глобус пропил                                      | Aleksandr Wieledinski               |       |
| 2015                                        | Trudno być bogiem                | Трудно быть богом                                          | Aleksiej German                     |       |
| 2016                                        | Drogi Hansie, drogi Piotrze      | Милый Ханс, дорогой Пётр                                   | Aleksandr Mindadze                  |       |
| 2017                                        | Raj                              | Рай                                                        | Andriej Konczałowski                |       |
| 2018                                        | Arytmia                          | Аритмия                                                    | Boris Chlebnikow                    |       |
| 2019                                        | Wojna Anny                       | Война Анны                                                 | Aleksiej Fiedorczenko               | [ 5 ] |
| 2020                                        |                                  |                                                            |                                     |       |

### Najlepszy reżyser
| Rok                                         | Reżyser                            | Tytuł polski                                                  | Tytuł oryginalny                                           | Uwagi |
| ------------------------------------------- | ---------------------------------- | ------------------------------------------------------------- | ---------------------------------------------------------- | ----- |
| Na podstawie oficjalnej strony nagrody Nika |                                    |                                                               |                                                            |       |
| 1988                                        | Tengiz Abuładze                    | Pokuta                                                        | Покаяние                                                   | [ 9 ] |
| 1989                                        | Andriej Konczałowski               | Historia Asi Klaczinej, która kochała, lecz za mąż nie wyszła | История Аси Клячиной, которая любила, да не вышла замуж    |       |
| 1990                                        | Siergiej Paradżanow Dodo Abaszydze | Aszik Kerib                                                   | Ашик-Кериб                                                 |       |
| 1991                                        | Kira Muratowa                      | Syndrom asteniczny                                            | Астенический синдром                                       |       |
| 1992                                        | Eldar Riazanow                     | Obiecane niebiosa                                             | Небеса обетованные                                         |       |
| 1993                                        | Nikita Michałkow                   | Urga                                                          | Урга – территория любви                                    |       |
| 1994                                        | Władimir Chotinienko               | Przypadki Makarowa                                            | Макаров                                                    |       |
| 1995                                        | Kira Muratowa                      | Pasjonaci                                                     | Увлеченья                                                  |       |
| 1996                                        | Aleksandr Rogożkin                 | Osobliwości narodowego polowania                              | Особенности национальной охоты                             |       |
| 1997                                        | Siergiej Bodrow                    | Jeniec Kaukazu                                                | Кавказский пленник                                         |       |
| 1998                                        | Pawieł Czuchraj                    | Złodziej                                                      | Вор                                                        |       |
| 1999                                        | Aleksiej Bałabanow Otar Ioseliani  | Dziwadła i ludzie Łotrzykowie. Rozdział 7                     | Про уродов и людей Разбойники. Глава 7                     |       |
| 2000                                        | Aleksiej German                    | Chrustaliow, samochód!                                        | Хрусталёв, машину!                                         |       |
| 2001                                        | Bachtijar Chudojnazarow            | Księżycowy tata                                               | Лунный папа                                                |       |
| 2002                                        | Aleksandr Sokurow                  | Cielec                                                        | Телец                                                      |       |
| 2003                                        | Aleksandr Rogożkin                 | Kukułka                                                       | Кукушка                                                    |       |
| 2004                                        | Wadim Abdraszytow                  | Magnetyczne burze                                             | Магнитные бури                                             |       |
| 2005                                        | Kira Muratowa                      | Stroiciel                                                     | Настройщик                                                 |       |
| 2006                                        | Aleksiej German młodszy            | Garpastum                                                     | Гарпастум                                                  |       |
| 2007                                        | Pawieł Łungin                      | Wyspa                                                         | Остров                                                     |       |
| 2008                                        | Siergiej Bodrow                    | Czyngis-chan                                                  | Монгол                                                     |       |
| 2009                                        | Aleksiej German młodszy            | Papierowy żołnierz                                            | Бумажный солдат                                            |       |
| 2010                                        | Andriej Chrżanowski                | Półtora pokoju                                                | Полторы комнаты, или Сентиментальное путешествие на родину |       |
| 2011                                        | Aleksiej Popogriebski              | Jak spędziłem koniec lata                                     | Как я провёл этим летом                                    |       |
| 2012                                        | Andriej Zwiagincew                 | Elena                                                         | Елена                                                      |       |
| 2013                                        | Aleksandr Sokurow                  | Faust                                                         | Фауст                                                      |       |
| 2014                                        | Aleksandr Wieledinski              | Geograf przepił globus                                        | Географ глобус пропил                                      |       |
| 2015                                        | Aleksiej German                    | Trudno być bogiem                                             | Трудно быть богом                                          |       |
| 2016                                        | Stanisław Goworuchin               | Koniec pięknej epoki                                          | Конец прекрасной эпохи                                     |       |
| 2017                                        | Andriej Konczałowski               | Raj                                                           | Рай                                                        |       |
| 2018                                        | Boris Chlebnikow                   | Arytmia                                                       | Аритмия                                                    |       |
| 2019                                        | Kiriłł Sieriebriennikow            | Lato                                                          | Лето                                                       | [ 5 ] |
| 2020                                        |                                    |                                                               |                                                            |       |